# تصميم تصوري
التصميم التصوري هو مرحلة مبكرة من عملية التصميم ، حيث يتم توضيح الخطوط العريضة لوظيفة وشكل شيء ما. ويتضمن تصميم التفاعلات والخبرات والعمليات والاستراتيجيات. ويشمل كذلك على فهم احتياجات الناس - وكيفية تلبيتها جبنا إلى جنب مع المنتجات والخدمات والعمليات. يعد الشكل الشائع للتصميم التصوري هو الرسومات والاسكتشات بالإضافة إلى النماذج التصورية .